# Euro Hockey Challenge 2019
Die Euro Hockey Challenge 2019 war die achte Austragung des von der Internationalen Eishockey-Föderation IIHF organisierten gleichnamigen Wettbewerbs. Der Wettbewerb begann am 10. April und endete am 4. Mai. Die Spiele der Euro Hockey Challenge dienten für die Nationalmannschaften als Vorbereitung auf die Weltmeisterschaft in der Slowakei im Jahr 2019.
In diesem Jahr wurde das Turnier erstmals in einem neuen Modus ausgetragen: die zwölf teilnehmenden Mannschaften wurden in drei Divisionen – Zentrum, Nord und Kontinental – eingeteilt und trugen innerhalb von drei Wochen gegen jeden Divisionsgegner zwei Spiele aus.

## Teilnehmer
Teilnahmeberechtigt waren die besten zwölf europäischen Mannschaften der IIHF-Weltrangliste, die an der Weltmeisterschaft in Slowakei teilnahmen.
Für die Austragung 2019 waren dies:  Schweden,  Russland,  Finnland,  Tschechien,  Schweiz,  Deutschland,  Norwegen,  Slowakei,  Lettland,  Dänemark,  Frankreich,  Österreich.
Die Teams wurden in folgende Divisionen eingeteilt:
| Nord     | Zentrum     | Kontinental |
| -------- | ----------- | ----------- |
| Schweden | Tschechien  | Russland    |
| Finnland | Deutschland | Schweiz     |
| Norwegen | Slowakei    | Frankreich  |
| Dänemark | Österreich  | Lettland    |

## Modus
Gespielt wird im Drei-Punkte-System, das heißt für einen Sieg erhält die jeweilige Mannschaft drei Punkte, bei einem Overtime-Sieg zwei Punkte und bei einer Niederlage nach Verlängerung einen Punkt.
Während des Turniers spielt jede Mannschaft insgesamt sechs Spiele in ihrer jeweiligen Division. Zwischen zwei Mannschaften werden in der Regel jeweils zwei Spiele innerhalb von zwei oder drei Tagen in einem Land gespielt.

## Turnierverlauf

### Division Nord
1. Spieltag
| 11. April 2019 19:00 Uhr | Dänemark | 0:1 (0:0, 0:1, 0:0) Spielbericht | Finnland | Bentax Isarena, Aalborg Zuschauer: 1.952 |

| 13. April 2019 15:00 Uhr | Dänemark | 1:2 (1:0, 0:2, 0:0) Spielbericht | Finnland | Frøs Arena, Vojens Zuschauer: 1.551 |

| 11. April 2019 19:30 Uhr | Schweden | 2:0 (1:0, 0:0, 1:0) Spielbericht | Norwegen | Östersund Arena, Östersund Zuschauer: 2.158 |

| 13. April 2019 13:00 Uhr | Schweden | 5:1 (3:0, 0:0, 2:1) Spielbericht | Norwegen | Östersund Arena, Östersund Zuschauer: 2.073 |

2. Spieltag
| 17. April 2019 19:00 Uhr | Dänemark | 2:3 (0:1, 1:1, 1:1) Spielbericht | Schweden | Odense Isstadion, Odense Zuschauer: 1.610 |

| 18. April 2019 15:00 Uhr | Dänemark | 0:2 (0:1, 0:1, 0:0) Spielbericht | Schweden | Rødovre Skøjte Arena, Rødovre Kommune Zuschauer: 1.967 |

| 18. April 2019 17:00 Uhr | Finnland | 3:1 (2:1, 0:0, 1:0) Spielbericht | Norwegen | Lappi-areena, Rovaniemi Zuschauer: 3.254 |

| 19. April 2019 17:00 Uhr | Finnland | 7:0 (2:0, 1:0, 4:0) Spielbericht | Norwegen | Kokkolan jäähalli, Kokkola Zuschauer: 4.101 |

3. Spieltag
| 25. April 2019 17:00 Uhr | Finnland | 5:4 (1:1, 0:2, 4:1) Spielbericht | Schweden | Lumon Areena, Kouvola Zuschauer: 4.105 |

| 26. April 2019 17:30 Uhr | Finnland | 1:3 (1:0, 0:1, 0:2) Spielbericht | Schweden | Hartwall Arena, Helsinki Zuschauer: 6.112 |

| 26. April 2019 18:00 Uhr | Norwegen | 0:1 (0:1, 0:0, 0:0) Spielbericht | Dänemark | Lørenskog Ishall, Lørenskog Zuschauer: 1.801 |

| 27. April 2019 17:00 Uhr | Norwegen | 4:3 n. V. (3:0, 0:0, 0:3, 1:0) Spielbericht | Dänemark | Lørenskog Ishall, Lørenskog Zuschauer: 1.488 |

| Pl. |          | Sp. | S | OTS | OTN | N | Tore  | Punkte |
| --- | -------- | --- | - | --- | --- | - | ----- | ------ |
| 1.  | Schweden | 6   | 5 | 0   | 0   | 1 | 19:09 | 15     |
| 2.  | Finnland | 6   | 5 | 0   | 0   | 1 | 19:09 | 15     |
| 3.  | Dänemark | 6   | 1 | 0   | 1   | 4 | 07:12 | 4      |
| 4.  | Norwegen | 6   | 0 | 1   | 0   | 5 | 06:21 | 2      |

Abkürzungen: Pl. = Platz, Sp = Spiele, S = Siege, OTS = Siege nach Verlängerung (Overtime) oder Penaltyschießen, OTN = Niederlagen nach Verlängerung oder Penaltyschießen, N = Niederlagen

### Division Zentrum
1. Spieltag
| 10. April 2019 19:00 Uhr | Tschechien | 3:1 (2:0, 0:0, 1:1) Spielbericht | Österreich | Nevoga Arena, Znojmo Zuschauer: 4.500 |

| 13. April 2019 16:15 Uhr | Österreich | 4:5 n. P. (1:1, 1:3, 2:0, 0:0, 0:1) Spielbericht | Tschechien | Keine Sorgen EisArena, Linz Zuschauer: 2.521 |

| 11. April 2019 19:00 Uhr | Deutschland | 2:1 (0:1, 2:0, 0:0) Spielbericht | Slowakei | Erdgas Schwaben Arena, Kaufbeuren Zuschauer: 3.100 |

| 13. April 2019 20:00 Uhr | Deutschland | 3:1 (2:0, 1:1, 0:0) Spielbericht | Slowakei | Olympia-Eissport-Zentrum, Garmisch-Partenkirchen Zuschauer: 5.845 |

2. Spieltag
| 17. April 2019 17:20 Uhr | Tschechien | 5:4 (4:2, 0:1, 1:1) Spielbericht | Deutschland | Zimní stadion, Karlsbad Zuschauer: 5.238 |

| 18. April 2019 17:20 Uhr | Tschechien | 5:4 (2:2, 0:0, 3:2) Spielbericht | Deutschland | Zimní stadion, Karlsbad Zuschauer: 5.533 |

| 19. April 2019 18:00 Uhr | Österreich | 1:5 (1:2, 0:2, 0:1) Spielbericht | Slowakei | Eisarena Salzburg, Salzburg Zuschauer: 1.590 |

| 20. April 2019 17:30 Uhr | Österreich | 1:2 n. P. (0:1, 1:0, 0:0, 0:0, 0:1) Spielbericht | Slowakei | Tiroler Wasserkraft Arena, Innsbruck Zuschauer: 1.380 |

3. Spieltag
| 25. April 2019 19:00 Uhr | Deutschland | 2:3 (1:0, 1:1, 0:2) Spielbericht | Österreich | Donau-Arena, Regensburg Zuschauer: 4.682 |

| 27. April 2019 20:00 Uhr | Deutschland | 5:1 (0:0, 2:1, 3:0) Spielbericht | Österreich | Eissporthalle an der Trat, Deggendorf Zuschauer: 2.790 |

| 26. April 2019 18:00 Uhr | Slowakei | 1:3 (1:1, 0:1, 0:1) Spielbericht | Tschechien | Zimný štadión Pavla Demitru, Trenčín Zuschauer: 6.205 |

| 27. April 2019 18:00 Uhr | Slowakei | 0:2 (0:2, 0:0, 0:0) Spielbericht | Tschechien | Nitra Aréna, Nitra Zuschauer: 3.600 |

| Pl. |             | Sp. | S | OTS | OTN | N | Tore  | Punkte |
| --- | ----------- | --- | - | --- | --- | - | ----- | ------ |
| 1.  | Tschechien  | 6   | 5 | 1   | 0   | 0 | 23:14 | 17     |
| 2.  | Deutschland | 6   | 3 | 0   | 0   | 3 | 20:16 | 9      |
| 3.  | Slowakei    | 6   | 1 | 1   | 0   | 4 | 10:12 | 5      |
| 4.  | Österreich  | 6   | 1 | 0   | 2   | 3 | 11:22 | 5      |

Abkürzungen: Pl. = Platz, Sp = Spiele, S = Siege, OTS = Siege nach Verlängerung (Overtime) oder Penaltyschießen, OTN = Niederlagen nach Verlängerung oder Penaltyschießen, N = Niederlagen

### Division Kontinental
1. Spieltag
| 12. April 2019 19:30 Uhr | Frankreich | 1:4 (0:2, 0:1, 1:1) Spielbericht | Russland | Île Lacroix, Rouen Zuschauer: 2.746 |

| 13. April 2019 18:30 Uhr | Frankreich | 0:2 (0:1, 0:0, 0:1) Spielbericht | Russland | Aren’ice, Cergy-Pontoise Zuschauer: 2.953 |

2. Spieltag
| 18. April 2019 19:30 Uhr | Russland | 5:2 (2:1, 2:1, 1:0) Spielbericht | Schweiz | Schaiba-Eisarena, Sotschi Zuschauer: 5.658 |

| 20. April 2019 16:00 Uhr | Russland | 5:1 (2:0, 1:0, 2:1) Spielbericht | Schweiz | Schaiba-Eisarena, Sotschi Zuschauer: 6.017 |

| 19. April 2019 20:15 Uhr | Frankreich | 2:3 n. P. (2:0, 0:1, 0:1, 0:0, 0:1) Spielbericht | Lettland | Patinoire du Parc Olympique, Méribel Zuschauer: 1.000 |

| 21. April 2019 16:00 Uhr | Frankreich | 2:0 (1:0, 1:0, 0:0) Spielbericht | Lettland | Patinoire Polesud, Grenoble Zuschauer: 1.494 |

3. Spieltag
| 24. April 2019 19:30 Uhr | Lettland | 2:4 (2:0, 0:1, 0:3) Spielbericht | Russland | Arena Riga, Riga Zuschauer: 8.419 |

| 25. April 2019 18:30 Uhr | Lettland | 2:1 n. V. (0:0, 0:1, 1:0, 1:0) Spielbericht | Russland | Arena Riga, Riga Zuschauer: 7.400 |

| 26. April 2019 20:15 Uhr | Schweiz | 6:0 (0:0, 2:0, 4:0) Spielbericht | Frankreich | Patinoire de Graben, Siders Zuschauer: 4.500 |

| 27. April 2019 18:00 Uhr | Schweiz | 3:4 n. V. (0:1, 2:0, 1:2, 0:1) Spielbericht | Frankreich | Les Vernets, Genf Zuschauer: 5.820 |

4. Spieltag
| 3. Mai 2019 20:15 Uhr | Schweiz | 4:1 (0:1, 2:0, 2:0) Spielbericht | Lettland | Sportzentrum Herisau, Herisau Zuschauer: 3.722 |

| 4. Mai 2019 18:30 Uhr | Schweiz | 2:0 (1:0, 0:0, 1:0) Spielbericht | Lettland | Güttingersreuti, Weinfelden Zuschauer: 2.840 |

| Pl. |            | Sp. | S | OTS | OTN | N | Tore  | Punkte |
| --- | ---------- | --- | - | --- | --- | - | ----- | ------ |
| 1.  | Russland   | 6   | 5 | 0   | 1   | 0 | 21:08 | 16     |
| 2.  | Schweiz    | 6   | 3 | 0   | 1   | 2 | 18:15 | 10     |
| 3.  | Frankreich | 6   | 1 | 1   | 1   | 3 | 09:18 | 6      |
| 4.  | Lettland   | 6   | 0 | 2   | 0   | 4 | 08:15 | 4      |

Abkürzungen: Pl. = Platz, Sp = Spiele, S = Siege, OTS = Siege nach Verlängerung (Overtime) oder Penaltyschießen, OTN = Niederlagen nach Verlängerung oder Penaltyschießen, N = Niederlagen